# سارگیس مارتیروسیان

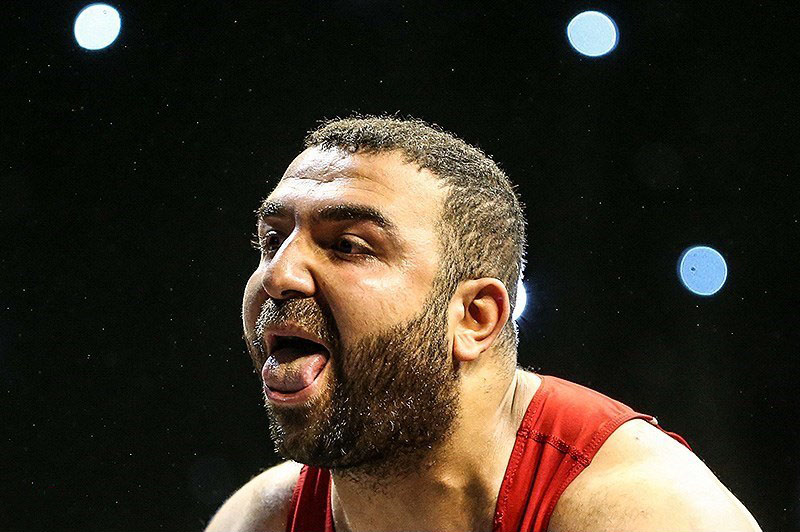
سارگیس مارتیروسیان در حال رقابت در نخستین جام بین‌المللی فجر در تهران

سارگیس مارتیروسیان' (ارمنی: Սարգիս Մարտիրոսյան؛ آلمانی: Sargis Martirosjan؛ زادهٔ ۱۴ سپتامبر ۱۹۸۶ در واغارشاپات) یک وزنه‌بردار اهل ارمنستان-اتریش است. وی در مسابقات کشوری و بین‌المللی در مجموع برندهٔ ۱ مدال برنز شده‌است. مارتیروسیان نماینده اتریش در بازی‌های المپیک تابستانی ۲۰۱۶ در وزن ۱۰۵ کیلوگرم بود.

## نتایج مهم
| سال  | ورزشگاه                  | وزن                                           | یک‌ضرب (ک‌گ) | یک‌ضرب (ک‌گ) | یک‌ضرب (ک‌گ) | یک‌ضرب (ک‌گ) | دوضرب (ک‌گ) | دوضرب (ک‌گ) | دوضرب (ک‌گ) | دوضرب (ک‌گ) | مجموع | رتبه |    |
| سال  | ورزشگاه                  | وزن                                           | ۱          | ۲          | ۳          | رتبه       | ۱          | ۲          | ۳          | رتبه       | مجموع | رتبه |    |
| ---- | ------------------------ | --------------------------------------------- | ---------- | ---------- | ---------- | ---------- | ---------- | ---------- | ---------- | ---------- | ----- | ---- | -- |
| ۲۰۱۴ | قهرمانی ۲۰۱۴ جهان        | Baluan_Sholak_Sports_Palace، آلماتی، قزاقستان | ۱۰۵ ک‌گ     | ۱۷۶        | ۱۸۰        | ۱۸۳        | ۷          | ۲۰۲        | ۲۰۶        | ۲۱۱        | ۱۸    | ۳۸۶  | ۱۲ |
| ۲۰۱۵ | قهرمانی ۲۰۱۵ اروپا       | تفلیس، گرجستان                                | ۱۰۵ ک‌گ     | ۱۸۰        | ۱۸۳        | ۱۸۴        | ۵          | ۲۰۵        | ۲۰۵        | ۲۱۰        | ۸     | ۳۸۵  | ۸  |
| ۲۰۱۵ | قهرمانی ۲۰۱۵ جهان        | هیوستون، ایالات متحده آمریکا                  | ۱۰۵ ک‌گ     | ۱۷۸        | ۱۸۱        | ۱۸۳        | ۱۱         | ۲۰۲        | ۲۰۲        | ۲۰۲        | —     | —    | —  |
| ۲۰۱۶ | قهرمانی ۲۰۱۶ اروپا       | فورده، نروژ                                   | ۱۰۵ ک‌گ     | ۱۷۸        | ۱۸۱        | ۱۸۳        | ۳          | ۲۰۰        | ۲۰۸        | ۲۰۸        | ۱۲    | ۳۸۱  | ۱۰ |
| ۲۰۱۶ | نخستین جام بین‌المللی فجر | تهران، ایران                                  | ۱۰۵ ک‌گ     | ۱۷۵        | ۱۸۳        | ۱۸۵        | ۲          | ۱۹۵        | ۲۰۳        | ۲۰۳        | ۳     | ۳۸۶  | ۲  |
| ۲۰۱۶ | بازی‌های المپیک ۲۰۱۶      | ریو دو ژانیرو، برزیل                          | ۱۰۵ ک‌گ     | ۱۷۹        | ۱۸۴        | ۱۸۴        | ۱۰         | ۲۰۱        | ۲۰۸        | ۲۱۰        | ۱۱    | ۳۸۹  | ۱۱ |
| ۲۰۱۷ | قهرمانی ۲۰۱۷ اروپا       | اسپلیت                                        | ۱۰۵ ک‌گ     | ۱۷۸        | ۱۸۱        | ۱۸۱        | ۲          | ۲۰۵        | ۲۱۰        | ۲۱۰        | ۸     | ۳۸۶  | ۴  |
| ۲۰۱۷ | قهرمانی ۲۰۱۷ جهان        | آناهایم، کالیفرنیا، ایالات متحده آمریکا       | ۱۰۵ ک‌گ     | ۱۷۸        | ۱۸۲        | ۱۸۴        | ۷          | ۲۰۳        | ۲۰۸        | ۲۱۰        | ۱۳    | ۳۸۱  | ۱۱ |